# Azul de Prusia

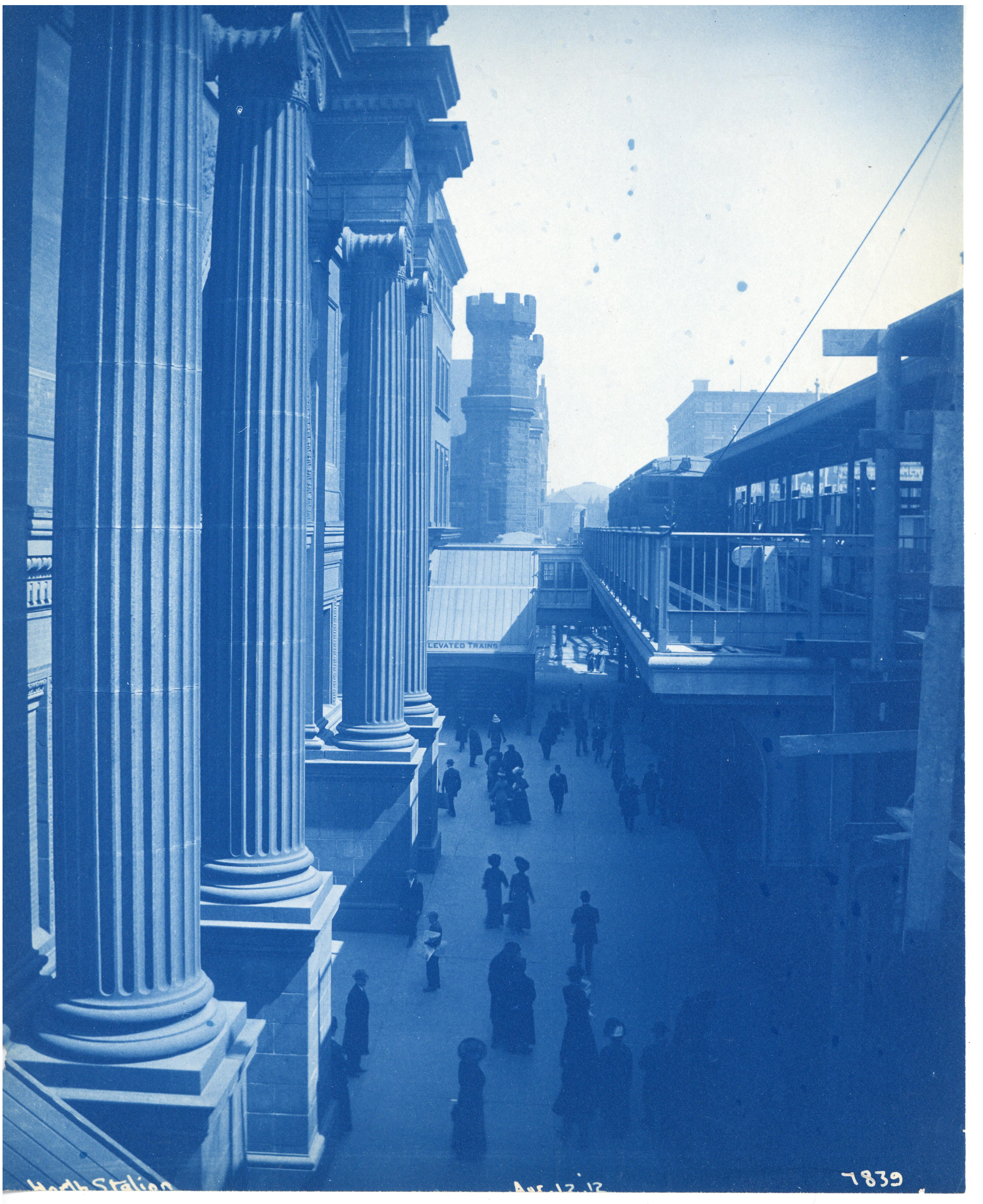
Cianotipo de 1912, técnica fotográfica que usa azul de Prusia.

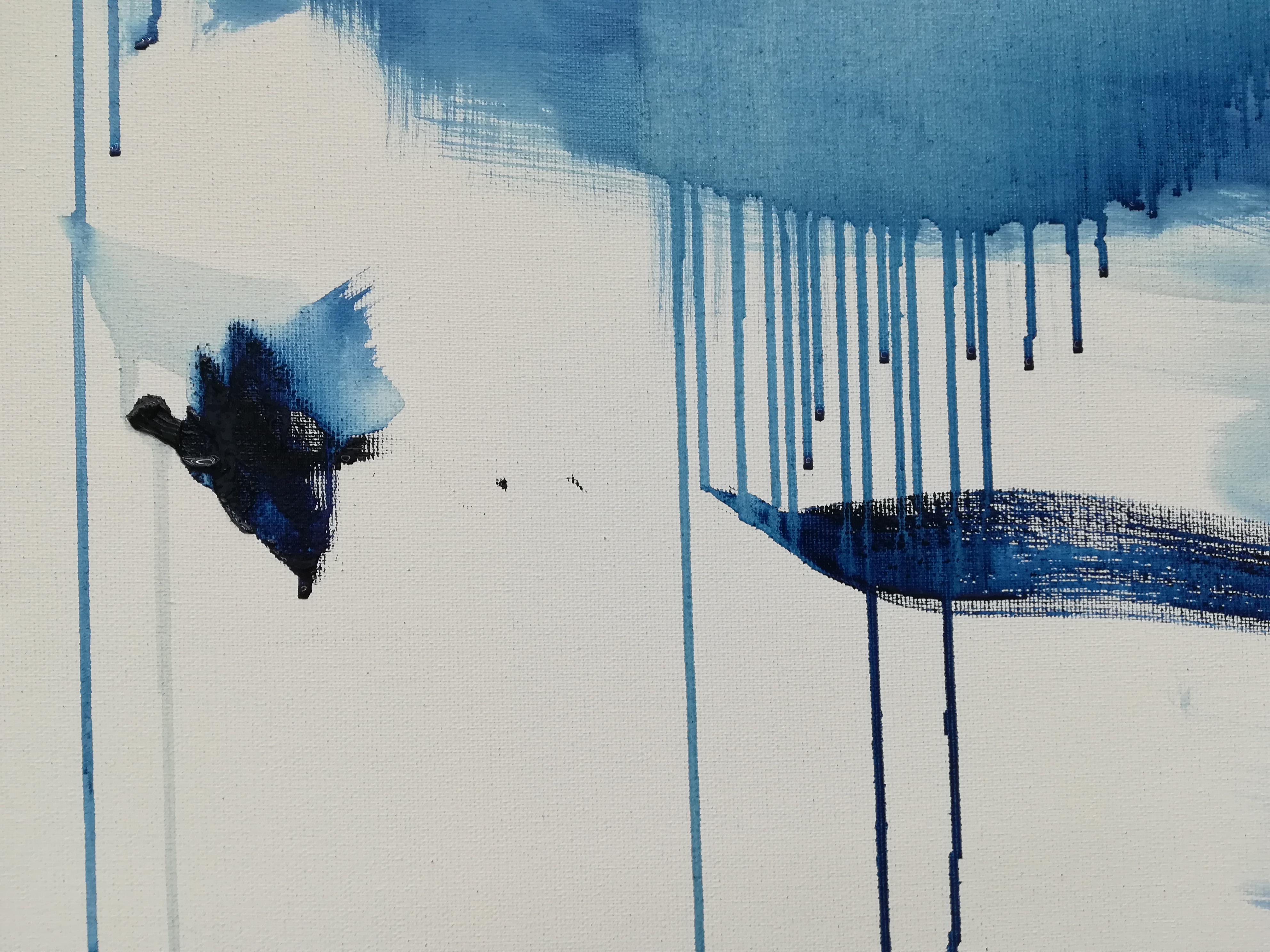
Azul prusia

El azul de Prusia (en alemán: Preußisch Blau o Berliner Blau - «azul berlinés») es una sustancia de color azul oscuro empleada a menudo como pigmento en pintura y que antiguamente era frecuentemente usada en los planos (llamados en inglés blueprints, de donde tomó el nombre; en español se les llama cianotipo).
El pigmento denominado azul de Prusia fue descubierto accidentalmente por el químico Heinrich Diesbach en Berlín en 1704 y esta es la razón por la que se denomina a veces azul de Berlín. También se le ha llamado azul de París o azul de Milori. Posee diversos nombres químicos, algunos de ellos son: ferrocianuro de hierro(III), ferrocianuro férrico, hexacianoferrato(II) de hierro(III) y hexacianoferrato férrico. Es muy común que se denomine abreviadamente como PB. Su fórmula química abreviada es: Fe7C18N18. El nombre azul de Prusia se comenzó a utilizar en el siglo XVIII por ser el colorante empleado para teñir las telas de los uniformes militares prusianos.

## Composición

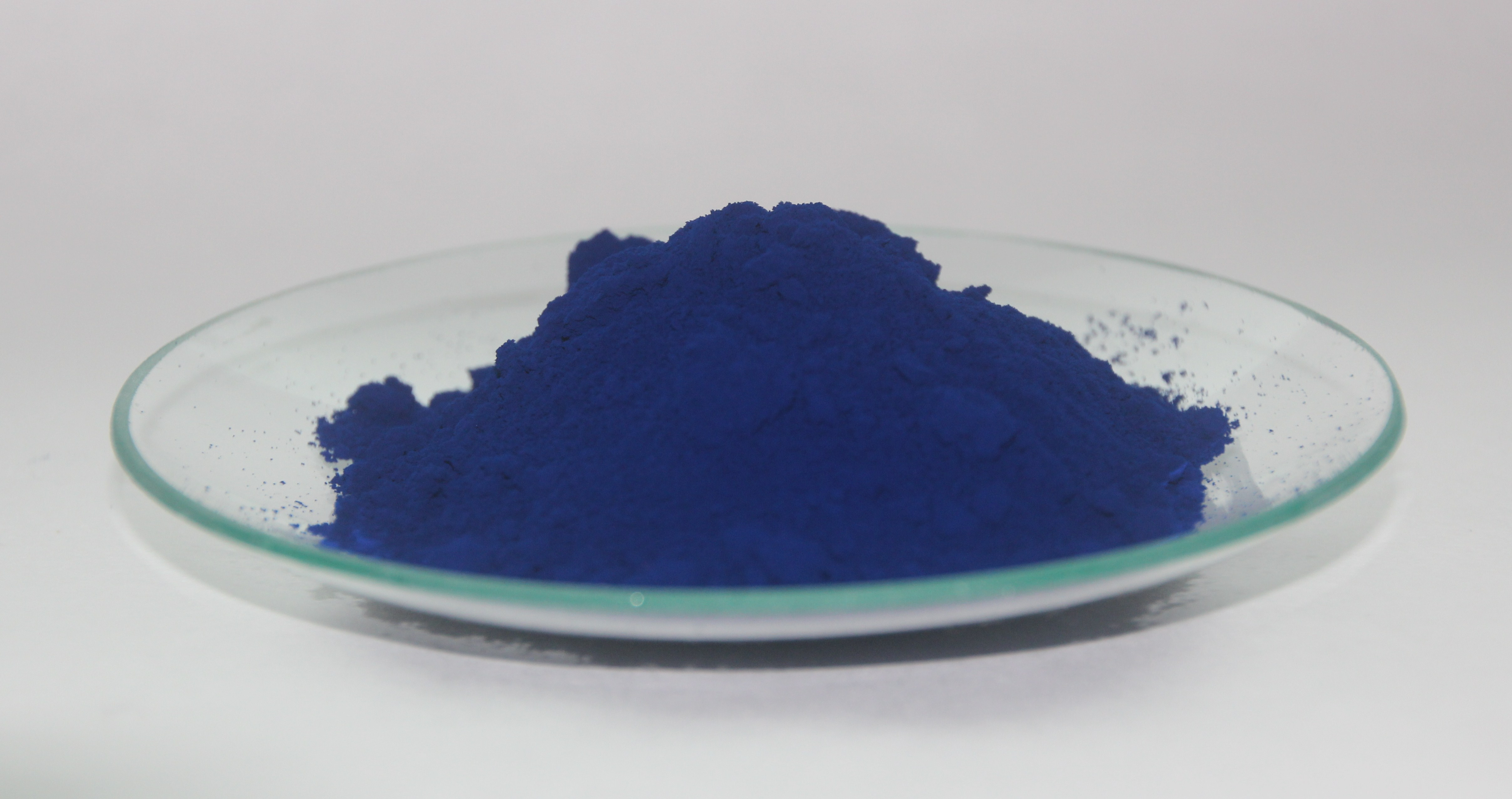
Pigmento azul de Berlín.

Al contrario de lo que se suele creer, la composición aproximada de este pigmento era conocida desde la antigüedad, pero la composición exacta fue conocida recientemente.  La identificación detallada del azul de Prusia es compleja debido en parte a tres factores:
1. El azul de Prusia es extremadamente insoluble en agua, aunque tiende a formar coloides.
2. La elaboración tradicional muestra una gran cantidad de compuestos e impurezas.
3. Incluso la estructura cristalina del azul de Prusia puro es muy compleja, definida solo por análisis cristalográfico.

Tal y como se resume en la revisión clásica de Dunbar & Heintz, la fórmula química del azul de Prusia es Fe7(CN)18(H2O)x donde x es un valor que va de 14 a 16. La asignación de la estructura molecular ha sido estudiada por espectroscopia de infrarrojos sobre muestras elaboradas durante las últimas décadas, y se ha estudiado también por espectroscopia Moessbauer, rayos-X y cristalografía de neutrones.
Algunos estudios realizados en paralelo muestran que el contenido de Mn3[Co(CN)6]2 y Co3[Co(CN)6]2 (es decir: Co5(CN)12). Como en la difracción por rayos X no se pueden distinguir los átomos de carbono de los de nitrógeno, la localización de estos elementos se deduce de forma indirecta por otros métodos espectrográficos averiguados por las posiciones de las distancias de los centros de Fe. Mediante el crecimiento de cristales de concentración 10 M HCl, Ludi obtuvo que los cristales de azul de Prusia tienen defectos ordenados. Algunos investigadores han concluido que el marco general de la composición del azul de Prusia consiste en uniones del tipo Fe(II)-CN-Fe(III), con Fe(II)-C distancias de 1,92 Å y distancias Fe(III)-N de 2,03 Å. Los centros de Fe(II), los cuales tienen un spin bajo, están rodeados de seis ligandos de carbono. Los centros de Fe(III), que tienen, por el contrario, un spin alto, están rodeados en media por 4 centros de nitrógeno y por 1,5 centros de oxígeno. Por otra parte, la composición es tan notoriamente variable debido a la presencia de defectos de red, permitiendo que sea hidratado por varias moléculas de agua incorporadas a la estructura cristalina.

## Historia

### Elaboración
En el año 1704 se descubre la elaboración del azul de Prusia en un laboratorio, por casualidad, y gracias al químico y productor de colores berlinés Heinrich Diesbach. Diesbach estaba ocupado en la elaboración de un colorante rojo cuando le faltaba ceniza para precipitar el colorante rojo. Por esta razón, su compañero Johann Conrad Dippel le dio un material de sustitución denominado aceite de Dippel o  «aceite de hueso», pero añadiendo este apareció un colorante azul en vez del deseado rojo. Cuando Diesbach comentó el efecto, su compañero se dedicó a mejorar la receta y juntos comercializaron este nuevo colorante y lo produjeron en una fábrica berlinesa con el nombre de «azul de Berlín». La receta fue mantenida en secreto durante algún tiempo, pero en 1724 la descubrió el inglés Woodward y la publicó en el Philosophical Transactions en ese mismo año. Poco tiempo después empezó a extenderse el uso de un pigmento denominado azul parisino en pintura, elaborado en París.

### Nombres y sinónimos
- El nombre químico del pigmento: hierro cyan, azul ferrociano
- Nombres por lugar de producción: «azul de Amberes», «azul de Bronce», «azul de China», «azul de Delft», «azul de Diesbach», «azul de hierro», «azul de Milori», «azul de París», «azul de Sajonia», «azul de Turnbull», «azul de Vossen»,[6] «azul de Zwickau».
- Nombre del color: «azul de Luisa», «azul de moda», «azul de Prusia», «azul de acero» y «azul de agua».
- C.I. Pigmento: Blue 27
- En francés: Bleu de prusse; en inglés: Prussian blue, Toning blue; en catalán: Blauet, Blavet o Blau de Berlín.

## Tipos de producción

### Antiguamente
Método de DiesbachSe cuecen en alumbre y sulfato de hierro pulgas de la cochinilla. Entonces se precipita el colorante azul de Prusia con el denominado «Dippels Tieröl».
Receta inglesaEn partes iguales se mezcla nitrato de calcio (salitre) y tartrato de potasio (levadura)[cita requerida] y se calientan. Se añade sangre de animales ya seca y se sigue calentando. La masa formada se lava con agua y se mezcla con alumbre y sulfato de hierro. Al final se añade ácido clorhídrico, lo que cambia el color verde a un azul profundo.

### Azul de Turnbull
El Turnbulls Blau  es un nombre histórico sinónimo del azul de Prusia. Se produce añadiendo sales de hierro(II) a una solución acuosa de hexacianoferrato(III) de potasio. La misma reacción también se encuentra entre sales de hierro(III) y hexacianoferrato(II) de potasio, dando lugar a la siguiente reacción:
{\displaystyle \mathrm {Fe^{2+}+[Fe(CN)_{6}]^{3-}\ {\overrightarrow {\leftarrow }}\ Fe^{3+}+[Fe(CN)_{6}]^{4-}} }

### Azul Milori
El azul Milori se denomina a diferentes tipos ya cocidos de este pigmento, que suelen tener un tono más caliente.

### Actualidad
- Directamente:
Cloruro de hierro(III) se mezcla con hexacianoferrato (II) de potasio, o nitrato de hierro (II) con hexacianoferrato (III) de potasio en agua. Se precipita un azul de Prusia coloidal.
- Indirecto:
  - 2 FeSO4 (sulfato de hierro(II)) y K4[Fe(CN)6] (hexacianoferrato (II) de potasio) reaccionando con Fe2[Fe(CN)6] (Blanco de Berlín) + 2 K2SO4
  - El blanco Berlín con Cl2 (cloro) o H3CrO3 (ácido crómico) se oxida a azul de Prusia.

## Azul de Prusia en las artes

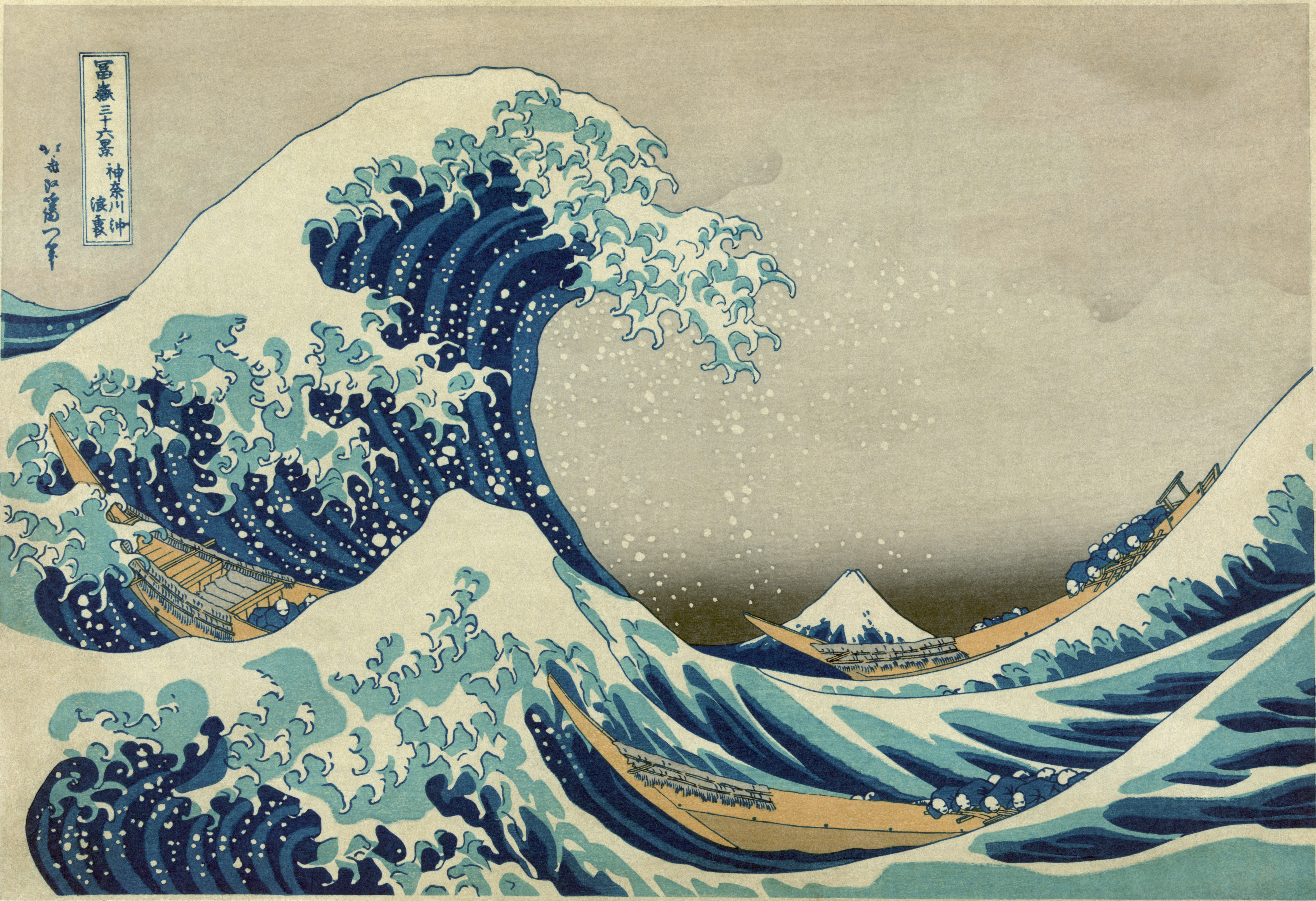
La gran ola de Kanagawa de Hokusai, es una famosa estampa que hace un uso intenso del azul de Prusia.

- En la novela de Theodor Fontane La señora Jenny Treibel, la familia berlinesa tiene unas grandes fábricas para la producción del azul de Prusia, en realidad lo que se describía era a la familia de empresarios alemanes Kunheim. Se sabe que una hermana de Fontane, Jenny Sommerfeld, era amiga de los Kunheim.

- En el 2007 se grabó en Argentina un cortometraje cómico llamado Ferrocianuro férrico, protagonizado por una mujer indigente llamada Prusia.

- El videojuego de 2012 New Art Academy, para la Nintendo 3DS incluye un tubo de pintura llamado Azul de Prusia.

- En fotografía, el proceso conocido como Cianotipia crea imágenes monocromas en este tono.

## Aplicaciones

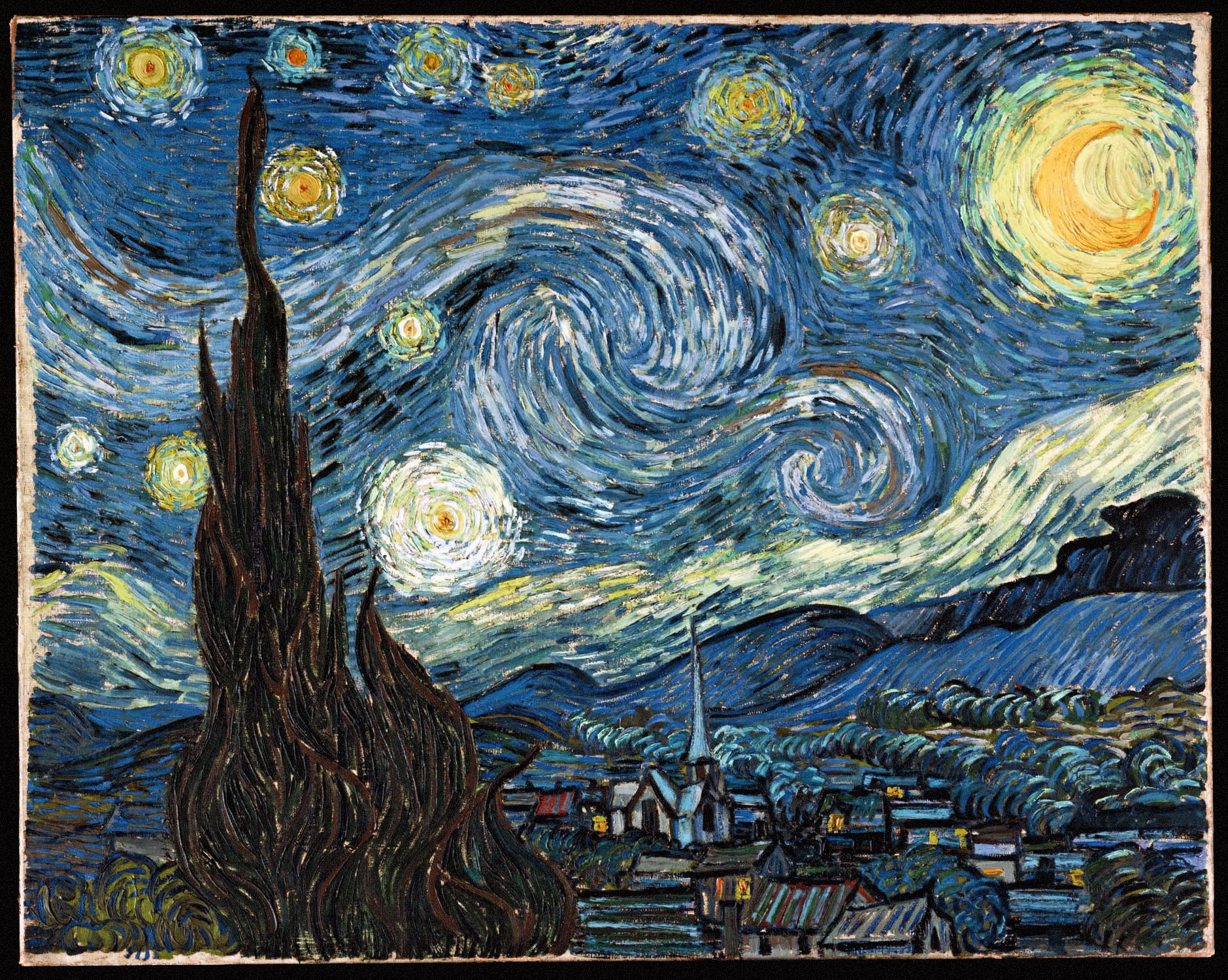
la pintura La noche estrellada de Vincent van Gogh usa pigmentos de azul de Prusia y también de azul cerúleo.

- En matricería, en el ajuste de superficies metálicas, mezclado con pequeñas cantidades de aceite, es utilizado en los platos de ajuste, para revelar las imperfecciones de una superficie mecanizada.
- En la rectificación de motores, se usa para controlar el asiento de las válvulas en las culatas.
- Hardware: se utiliza para el almacenamiento de información.[8]
- Medicina: en el diagnóstico de la hemosiderosis usándola en la Tinción de Perls.
- La capacidad del azul de Prusia de incorporar monocationes lo hace útil como agente de secuestro para ciertos metales pesados tóxicos.
- Además, para eliminar determinados materiales radiactivos del cuerpo de las personas.[9]
- Como cátodo en una batería de potasio-ion.
- Como antídoto en la intoxicación por talio.[10][11]
- Hasta hace unas décadas, se añadían unas gotas de "azul de añil" al último aclarado de una colada de ropa blanca (sábanas, mantelerías, etc.) para darle una blancura superior. El producto se vendía en droguerías.

## Otras muestras
| Nombre                | Muestra | Cod. Hex. | RGB | RGB | RGB | HSV  | HSV  | HSV |
| --------------------- | ------- | --------- | --- | --- | --- | ---- | ---- | --- |
| Azul de Berlín        |         | #00304E   | 0   | 48  | 78  | 203° | 100% | 31% |
| Azul de París         |         | #00416A   | 0   | 65  | 106 | 203° | 100% | 42% |
| Azul de Prusia (óleo) |         | #096395   | 9   | 99  | 149 | 201° | 94%  | 58% |

## Galería

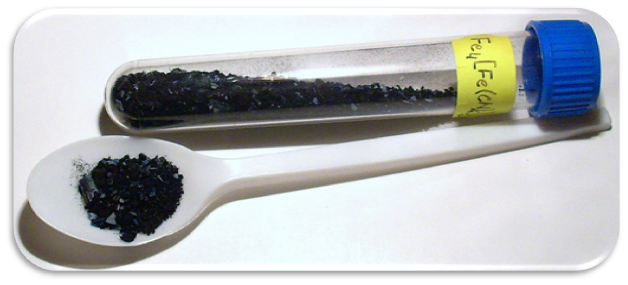
Cristales de azul de Prusia